# Abdellah Arbaoui
Abdellah Arbaoui, né le 18 avril 1931 et mort le 16 décembre 2001, est un homme politique algérien.

## Biographie
En 1958, il est envoyé en URSS pour entreprendre des Etudes universitaires. Il choisit le génie rural, option hydraulique.
En 1966, du retour au pays, il créa la direction du génie rural au Ministère de l'Agriculture et la Réforme Agraire où il aide à introduire un esprit nouveau et à faire prendre conscience de l'importance de ce secteur dans le développement général. Cette démarche aboutira à la création d'un Secrétariat d'Etat à l'Hydraulique dont il se vise confier la responsabilité de 1971 à 1977.